# Serra de Bèrnia

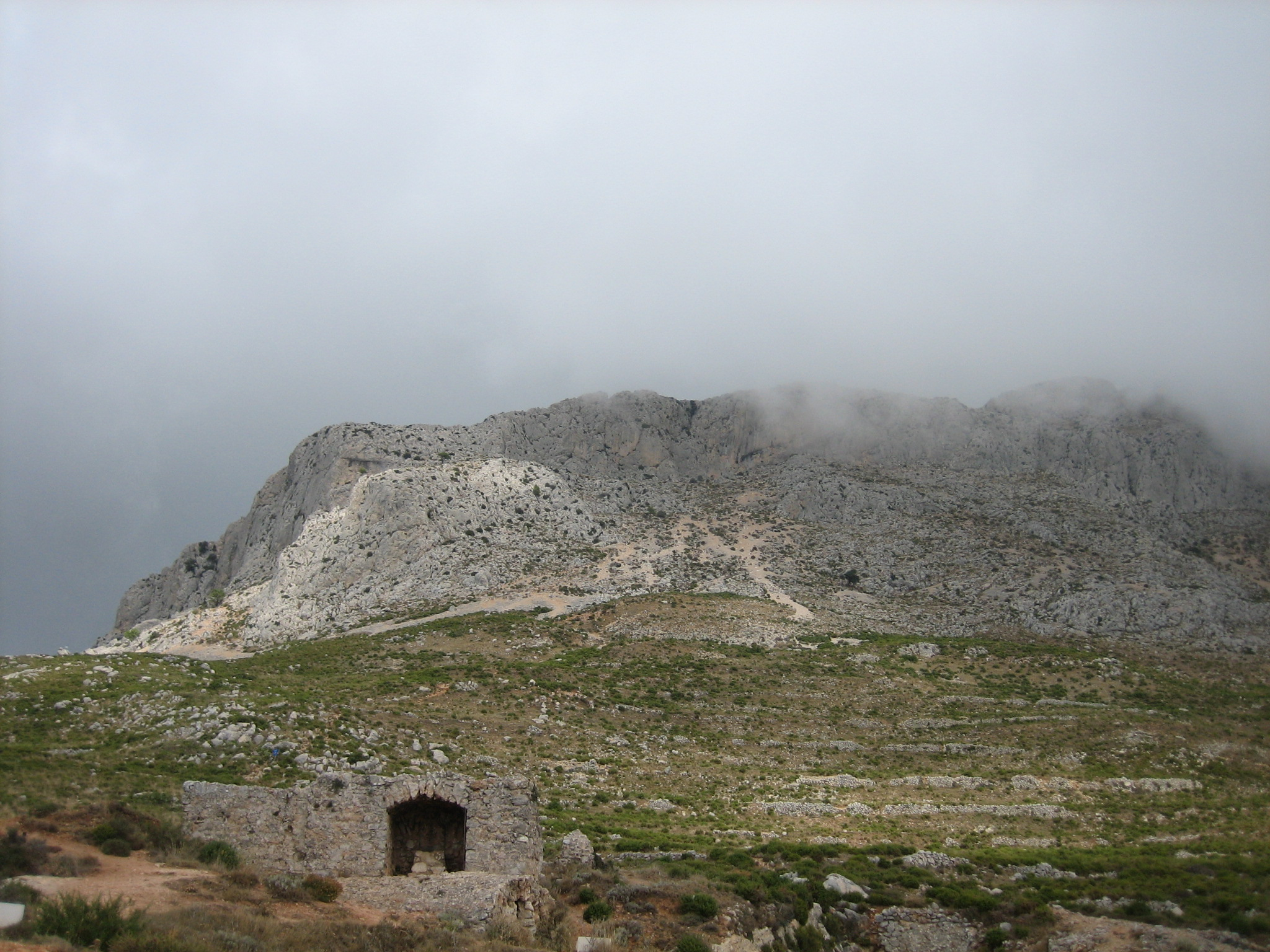
Vista de la serra de Bèrnia en un dia de boira

La serra de Bèrnia està situada en la línia divisòria entre les comarques de la Marina Alta i Baixa, al País Valencià.

## Descripció física
Fa una llargària d'11 quilòmetres i s'estén en direcció perpendicular a la costa, des de la falla de Bolulla a l'oest fins al Morro de Toix a l'est, on se submergix en les aigües de la mar Mediterrània. La serra té una extensió de 1.900 hectàrees, repartides entre els municipis de Callosa d'en Sarrià, Altea, Calp, Benissa i Xaló. El cim més elevat de la serra de Bèrnia (que és utilitzat com a vèrtex geodèsic) es troba al terme municipal de Xaló, i es troba a 1.128 m sobre el nivell de la mar.

## Vegetació
Pel seu valor endèmic o per la seua escassesa, cal destacar les següents espècies vegetals:
- l'auró (Acer granatense)
- el marfull (Viburnum tinus)
- la corona de rei (Saxifraga longifolia)
- el teix (Taxus baccata)

## El Forat de Bèrnia
El Forat de Bèrnia és un passadís natural que comunica les dues cares de la serra. Té una longitud aproximada de 20 metres. L'altura varia al llarg del seu recorregut i obliga el visitant en algun tram de poca alçada a travessar-lo arrossegant-se com una serp. És molt practicada entre els excursionistes l'activitat de "passar el forat", com se sol denominar popularment a Xaló.

## El Fort de Bèrnia
L'any 1562, per ordre del rei Felip II, al vessant sud de la serra, a 603 m d'alçària,,va ser construït el Fort de Bèrnia. La finalitat de l'edificació era, d'una banda, la prevenció de les revoltes dels moriscos i, de l'altra, la defensa de la costa contra els sobtats atacs dels pirates barbarescs. Des d'allà es pot controlar visualment la línia costanera des d'Altea fins al cap de Santa Pola i més enllà fins al mar Menor, ja en terres murcianes. La visió es completa, per l'altra banda de la serra al vessant nord, des d'on s'albira la zona compresa entre el Montgó i el cap de la Nau a Xàbia fins als voltants de Calp, així com una vista parcial del golf de València que enfila la costa d'Oliva i Pego, i en un dia clar, l'illa d'Eivissa. S'ha conjecturat que el túnel de Bèrnia s'hauria aprofitat per a comunicar amb facilitat les dues perspectives de guaita i millorar així el valor del fort. La victòria en la batalla de Lepant contra l'Imperi Otomà el 1571, patró i instigador de pirates, i la posterior expulsió del moriscos el 1609, deixaren sense valor militar el fort, que va ser abandonat i enderrocat el 1612 per evitar que fos utilitzat per bandolers.

## La Torre de Bèrnia
L'anomenada Torre de Bèrnia -que no s'ha de confondre amb el Fort- era una construcció defensiva que ocupava un quadrat de sis metres al cim de la serra. El dia 3 de maig de 1250 el rei Jaume I va atorgar a en Pere Blasch l'encàrrec de custodiar-la. Vint dies després, el monarca va ratificar l'esmentada comanda, tot assignant-li a en Blasch sis soldats perquè l'ajudaren a complir-la. El rei va fixar la retribució anyal d'en Blasch en 900 sous.

## El vessant nord
Històricament, les pastures del vessant nord de la serra de Bèrnia van ser causa de constants enfrontaments entre els veïns de Benissa i els de Xaló. El conflicte va començar el 1653 i es va perllongar fins al 1764, any en què es va acordar que la zona en litigi adquirís l'estatus de comuna per a les dues poblacions. La qüestió va quedar definitivament resolta el dia primer de desembre de l'any 1896, data en què dues comissions, una de Benissa i l'altra de Xaló, es van desplaçar al vessant nord de la serra de Bèrnia, a fi de practicar la delimitació i amollonament dels seus respectius termes municipals. La Comissió de Benissa estava integrada per Josep Cabrera i Bertomeu, Pere Femenia i Ausina, Josep Santacreu i Giner, Josep Ivars i Llopis i Antoni Cardona com a secretari, i la de Xaló la componien Pere Joan Oliver i Pérez, Vicent Noguera i Marqués, Jaume Ferrà i Albanell, Francesc Rostoll i Gadea, Batiste Molina i Albanell i, en funcions de secretari, Josep Noguera i Ferrà.